# Жервохор (дем Негуш)
 Тази статия е за селото в Негушко.  За селото в Нигритско вижте Жервохор (дем Висалтия).  
Жервохор, още Червор или Царвор, понякога Долно Жервохор (на гръцки: Παλαιό Ζερβοχώρι, Палео Зервохори, катаревуса: Παλαιόν Ζερβοχώριον, Палеон Зервохорион), е село в Република Гърция, в дем Негуш в област Централна Македония.

## География
Селото е разположено в Солунското поле на 14 m надморска височина, на 16 km източно от Негуш (Науса) и на 14 km северно от град Бер (Верия).

## История
Край селото е открито праисторическо селище, обявено в 1962 година за паметник на културата.

### В Османската империя
Според гръцки източници в края на XVIII век жителите на селото говорят „славомакедонски“.
В XIX век Жервохор е българско село в Берска каза на Османската империя. Храмът „Свети Николай“ е изписан в 1843 година от видните зографи Георгиос Мануил и Мануил Георгиу от Селица. Александър Синве („Les Grecs de l’Empire Ottoman. Etude Statistique et Ethnographique“) в 1878 година пише, че в Сервохори (Servokhori), Берска епархия, живеят 360 гърци. В 1900 година според Васил Кънчов („Македония. Етнография и статистика“) в Жервохор живеят 240 българи християни. По данни на секретаря на Българската екзархия Димитър Мишев („La Macédoine et sa Population Chrétienne“) в 1905 година в Жервохор (Jervohor) има 240 българи патриаршисти гъркомани. През 1907 година селото е нападано от четите на гръцката въоръжена пропаганда в Македония на Телос Аграс и капитан Пелас (Панайотис Пападзанетеас), но успешно е защитено от четата на Апостол войвода.
В 1910 година в Жервохор (Ζερβοχώρι) има 180 жители екзархисти.

### В Гърция
В 1912 година през Балканската война в селото влизат гръцки войски, а след Междусъюзническата война в 1913 година Жервохор остава в Гърция. При преброяването от 1913 година в селото има 127 мъже и 120 жени. В 1913 година Панайотис Деказос, отговарящ за земеделието при Македонското губернаторство, споменава Жервохор като село обитавано от „славофони“ с 25 семейства на християни славофони.
Боривое Милоевич пише в 1921 година („Южна Македония“), че Цървор има 35 къщи християни славяни.
В 1924 година в селото са заселени понтийски гърци бежанци от Понт. В 1928 година Жервохор е смесено (местно-бежанско) селище с 65 бежански семейства и 205 жители бежанци. През 1932 година понтийските гърци се изселват от Жервохор и основават село Ново Жервохор.
В 1987 година Спирос Лукатос посочва „език на жителите български“ (γλώσσα κατοίκων βουλγαρική).
Населението на Жервохор в края на XX век е изцяло от потомци на местни жители.
Селото е доста богато, тъй като землището му се напоява цялостно. Произвеждат се овошки, памук и частично пшеница.
| Име        | Име          | Ново име   | Ново име   | Описание                                       |
| ---------- | ------------ | ---------- | ---------- | ---------------------------------------------- |
| Орманджик  | Όρμαντζίκ    | Палиодасос | Παλιοδάσος | местност на Ю от Жервохор                      |
| Сува река  | Φάβρικα      | Палиомилос | Παλιόμυλος | местност на Ю от Жервохор                      |
| Терзи Кума | Τερζή Κουμάς | Котеция    | Κοτέτσια   | местност на СИ от Жервохор и на Ю от Голо село |

| Година    | 1913 | 1920 | 1928 | 1940 | 1951 | 1961 | 1971 | 1981 | 1991 | 2001 | 2011 | 2021 |
| --------- | ---- | ---- | ---- | ---- | ---- | ---- | ---- | ---- | ---- | ---- | ---- | ---- |
| Население | 242  | 270  | 466  | 284  | 331  | 369  | 375  | 394  | 413  | 369  | 301  | 259  |

## Личности
- Атанас Донев, български революционер от ВМОРО, четник на Никола Иванов[19]
- Иван Андонов, български революционер от ВМОРО, четник на Кимон Георгиев[20]